# Кочуков, Николай Сергеевич
Николай Сергеевич Кочуков (1920—2006) — советский и российский скульптор; Заслуженный художник РСФСР (1970).

## Биография
Родился 21 декабря 1920 года в городе Малоархангельск ныне Орловской области.
В 1935—1938 годах учился в Днепропетровском художественном училище. В 1938—1940 годах учился в Средней художественной школе при Академии художеств в Ленинграде, где в 1940 году поступил в Институт им. Репина (ныне Институт живописи, скульптуры и архитектуры имени И. Е. Репина) на скульптурный факультет. Учёбу прервала Великая Отечественная война, на которую был призван Василеостровским военкоматом Ленинграда. По окончании которой Николай Кочуков в 1945—1950 годах продолжил обучение в том же институте у профессора В. А. Синайского, который был учеником выдающегося скульптора А. Т. Матвеева. Рисунок в институте преподавал также известный живописец и педагог С. Л. Абугов. В одной группе с Кочуковым учились Г. Левицкая, Г. Абдуллаева, И. Венкова, П. Якимович, М. Мир-Касимов. В 1950 году Николай Кочуков защитил диплом скульптурной композицией «Знатный кузнец Кировского завода М. Игнатьев» и в этом же году был принят в Ленинградское объединение союза художников (ЛОСХ, ныне Санкт-Петербургский Союз художников).
Умер в 2006 году в Санкт-Петербурге. Был похоронен на Серафимовском кладбище.
Николай Кочуков был женат на известном санкт-петербургском скульпторе Ие Венковой. Они познакомились ещё студентами, когда оба учились у одного и того же педагога — профессора В. А. Синайского. Многие произведения скульпторов были подарены Русскому музею. 4 февраля 2010 года из этих произведений состоялась выставка в Строгановском дворце Русского музея.
Был награждён орденами Отечественной войны II степени и Красной Звезды, а также медалями.

## Творчество
Николай Сергеевич Кочуков — участник всесоюзных, республиканских и зональных выставок с 1950 года. Его персональная выставка прошла в 1982 году в Центральном выставочном зале «Манеж» в Ленинграде. Работал в монументальной и станковой скульптуре, большинство его работ выполнено в жанре портрета.
В числе его работ памятники:
- 1955 год — академику Б. Б. Голицыну (Пулковская обсерватория);
- 1958 год — государственному деятелю М. Т. Елизарову (город Приволжск);
- 1968 год — Мусе Джалилю (город Чебаркуль), разведчику Н. И. Кузнецову (Ровенская область);
- 1969 год — «Молодость», двух-фигурная композиция (Ленинград Парк им. Ленина, ныне Александровский парк, демонтирована);
- 1971 год — Герою Труда И. Д. Зворыкину (город Кострома), революционеру и участнику Гражданской войны Н. Ф. Селиверстову[11] (город Кзыл-Орда):
- 1972 год — академику В. Г. Короленко (город Глазов);
- 1974 год — революционеру В. А. Шелгунову (Ленинград, Музей революционной истории Невской заставы);
- 1979 год — М. В. Ломоносову (город 1979 гранит город Ломоносов);
- 1981 год — председателю Центробалта П. Е. Дыбенко (город Кронштадт);
- 1983 год — Герою Социалистического Труда В. А. Смирнову (город Ленинград);
- 1987 год — «Революционным морякам Балтики» (город Кронштадт).

Большое количество работ скульптора находятся в музеях России, в том числе в Государственном Русском музее, Государственном музее истории Санкт-Петербурга, Центральном Военно-морском музее, Музее истории религии и атеизма, Переславль-Залесском историко-художественном музее, Музее изобразительных искусств Петрозаводска, Орловской картинной галерее, Ульяновском областном художественном музее, Кировском областном художественном музее, Воронежском областном музее изобразительных искусств, Брянском областном художественном музее, Музее пограничных войск и многих других. Часть работ Николая Сергеевича Кочукова находятся в частных коллекциях.

## Награды
- Орден Почёта (23 декабря 2001 года) — за многолетнюю плодотворную деятельность в области культуры и искусства, большой вклад в укрепление дружбы и сотрудничества между народами[12].
- Орден Октябрьской Революции (22 августа 1986 года).
- Орден Отечественной войны II степени.
- Орден Красной Звезды.
- Медаль «За боевые заслуги».
- Медаль «За отвагу».
- Медаль «За победу над Германией в Великой Отечественной войне 1941—1945 гг.».
- Заслуженный художник РСФСР (20 марта 1970 года).